# Agrilus pubifrons
Agrilus pubifrons är en skalbaggsart som beskrevs av Fisher 1928. Agrilus pubifrons ingår i släktet Agrilus och familjen praktbaggar. Inga underarter finns listade i Catalogue of Life.